# Vraucourt Copse Cemetery
Vraucourt Copse Cemetery is een Britse militaire begraafplaats met gesneuvelden uit de Eerste Wereldoorlog, gelegen in de Franse gemeente Vaulx-Vraucourt in het departement Pas-de-Calais. De begraafplaats werd ontworpen door William Cowlishaw en ligt aan een onverharde weg op 1,4 km ten noorden van het centrum van Vaulx (Église Saint-Martin). Ze heeft een trapeziumvormig grondplan met oppervlakte van 394 m² en wordt omsloten door een natuurstenen muur. Het terrein ligt hoger dan de weg en een trap met een tiental treden leidt naar de open toegang. Het Cross of Sacrifice staat bij de achterste muur. Er liggen 104 slachtoffers begraven waaronder 6 niet geïdentificeerde. De begraafplaats wordt onderhouden door de Commonwealth War Graves Commission.

## Geschiedenis
Vaulx-Vraucourt werd in het voorjaar van 1917 door de Britten ingenomen, maar kwam in het voorjaar van 1918 tijdens het Duitse lenteoffensief weer in Duitse handen. In september van dat jaar werd de gemeente definitief heroverd. De begraafplaats werd in het voorjaar van 1918 aangelegd en werd genoemd naar het bosje dat iets noordelijker lag. Oorspronkelijk bevatte de begraafplaats 43 gesneuvelden (nu perk I) maar in 1928 werden nog slachtoffers uit de ontruimde begraafplaats Vaulx A.D.S. Cemetery bijgezet in wat nu de perken II en III zijn. Deze begraafplaats (genoemd naar een vooruitgeschoven hulppost - Advanced Dressing Station) werd in het voorjaar van 1917 aangelegd maar tijdens de verovering door de Duitse troepen werd ze ook door hen gebruikt en in september 1918 opnieuw door de Britse troepen.
Onder de geïdentificeerde slachtoffers zijn er 65 Britten en 33 Australiërs.

### Onderscheiden militairen
- Hugh McIver, soldaat bij de Royal Scots werd onderscheiden met het Victoria Cross en tweemaal met de Military Medal (VC, MM and Bar).
- de kapiteins James Gordon Tyson en  Norman Graig Shierlaw en onderluitenant Richmond Gordon Howell-Price, alle drie bij de Australian Infantry, A.I.F. en A.S. Robertson, luitenant bij de Royal Scots werden onderscheiden met het Military Cross (MC).
- korporaal A. Yates (Rifle Brigade) en de soldaten Charles Nicholson (King's Shropshire Light Infantry) en William George Walters (Australian Infantry, A.I.F.) werden onderscheiden met de Military Medal (MM).